# الکسون ساراویا
الکسون ساراویا (انگلیسی: Allexon Saravia؛ زادهٔ ۲۲ سپتامبر ۲۰۰۰) بازیکن فوتبال اهل ایالات متحده آمریکا است.
از باشگاه‌هایی که در آن بازی کرده‌است می‌توان به باشگاه فوتبال دی‌سی یونایتد اشاره کرد.
وی همچنین در تیم‌های ملی فوتبال El Salvador national under-17 football team و السالوادور بازی کرده‌است.